# Amicitia modesta
Amicitia modesta är en tvåvingeart som beskrevs av Fritz Isidore van Emden 1940. Amicitia modesta ingår i släktet Amicitia och familjen husflugor.
Artens utbredningsområde är Uganda. Inga underarter finns listade i Catalogue of Life.